# Rosenborg Ballklub 2011
Questa pagina raccoglie i dati riguardanti il Rosenborg Ballklub nelle competizioni ufficiali della stagione 2011.

## Stagione
La stagione iniziò con l'avvicendamento in panchina tra il vecchio tecnico Nils Arne Eggen e il nuovo Jan Jönsson. Il Rosenborg agganciò il terzo posto finale, utile per la qualificazione in Europa League, soltanto all'ultima giornata. L'avventura nella Norgesmesterskapet terminò ai quarti di finale, quando lo Aalesund - poi vincitore del trofeo - eliminò il Rosenborg. La formazione non riuscì a superare i turni preliminari prima della Champions League (per mano del Viktoria Plzeň) e poi di Europa League (per mano dell'AEK Larnaca).

### Il trasferimento di Gunnarsson al Vålerenga
Il 30 luglio 2011, il Vålerenga annunciò sul proprio sito l'ingaggio dell'attaccante islandese Veigar Páll Gunnarsson, dallo Stabæk. TV2 riportò l'indiscrezione per cui lo Stabæk rifiutò un'offerta da parte del Rosenborg pari a 5.000.000 di corone, mentre la cifra prevista per il trasferimento al Vålerenga era di 1.000.000 per Gunnarsson e, contemporaneamente, di 4.000.000 per il giovane Herman Stengel. Precedentemente, al momento del trasferimento di Gunnarsson allo Stabæk dal Nancy, fu inserita una clausola che permetteva ai francesi di ricavare il 50% degli introiti di una futura cessione del calciatore. I due club norvegesi furono così accusati di aver trovato un espediente per far sì che la cifra intascata dal Nancy fosse più bassa dell'effettivo valore dell'attaccante. Il Nancy reclamò allora la cifra di 250.000 euro (2.500.000 corone), ossia la metà di quanto offrì il Rosenborg per il cartellino di Gunnarsson. Il 17 novembre, il Nancy risolse la sua causa con lo Stabæk ottenendo 1.000.000 di corone.
La Norges Fotballforbund indagò sul trasferimento e multò Vålerenga e Stabæk rispettivamente per 350.000 e 500.000 corone; i dirigenti Erik Loe, Inge André Olsen e Truls Haakonsen furono squalificati per 18 mesi (eccetto Haakonsen, la cui squalifica fu prevista per 12 mesi). La polizia indagò su Vålerenga, Stabæk e Rosenborg, dopo essersi consultata con la commissione d'inchiesta della federazione norvegese. Olsen e Haakonsen furono arrestati in data 30 novembre.

## Maglie e sponsor
Lo sponsor tecnico per la stagione 2011 fu Adidas, mentre lo sponsor ufficiale fu REMA 1000. La divisa casalinga era composta da una maglietta bianca con inserti neri, pantaloncini neri e calzettoni bianchi. Quella da trasferta era invece completamente nera, con inserti bianchi.
| Casa | Trasferta |

## Rosa
| N. |                           | Ruolo | Calciatore           |
| -- | ------------------------- | ----- | -------------------- |
| 1  | Svezia (bandiera)         | P     | Daniel Örlund        |
| 2  | Svezia (bandiera)         | D     | Mikael Lustig        |
| 3  | Svezia (bandiera)         | D     | Mikael Dorsin        |
| 4  | Danimarca (bandiera)      | D     | Jim Larsen           |
| 5  | Norvegia (bandiera)       | D     | Per Verner Rønning   |
| 5  | Svezia (bandiera)         | D     | Mattias Bjärsmyr     |
| 7  | Norvegia (bandiera)       | A     | Trond Olsen          |
| 8  | Norvegia (bandiera)       | C     | Fredrik Winsnes      |
| 9  | Norvegia (bandiera)       | A     | Michael Jamtfall     |
| 10 | Norvegia (bandiera)       | C     | Morten Moldskred     |
| 11 | Costa d'Avorio (bandiera) | A     | Boti Demel           |
| 14 | Norvegia (bandiera)       | D     | Jon Inge Høiland     |
| 15 | Nigeria (bandiera)        | C     | John Chibuike        |
| 15 | Norvegia (bandiera)       | C     | Per Ciljan Skjelbred |
| 16 | Norvegia (bandiera)       | D     | Simen Wangberg       |

| N. |                      | Ruolo | Calciatore             |
| -- | -------------------- | ----- | ---------------------- |
| 17 | Norvegia (bandiera)  | D     | Tom Erik Nordberg      |
| 18 | Uruguay (bandiera)   | D     | Alejandro Lago         |
| 19 | Norvegia (bandiera)  | C     | Markus Henriksen       |
| 20 | Norvegia (bandiera)  | C     | Ole Kristian Selnæs    |
| 21 | Norvegia (bandiera)  | A     | Mushaga Bakenga        |
| 22 | Norvegia (bandiera)  | C     | Jonas Svensson         |
| 23 | Norvegia (bandiera)  | C     | Gjermund Åsen          |
| 24 | Norvegia (bandiera)  | C     | Fredrik Midtsjø        |
| 25 | Rep. Ceca (bandiera) | C     | Bořek Dočkal           |
| 26 | Norvegia (bandiera)  | P     | Erik Mellevold Bråthen |
| 27 | Ghana (bandiera)     | C     | Mohammed-Awal Issah    |
| 28 | Norvegia (bandiera)  | C     | Daniel Fredheim Holm   |
| 30 | Svezia (bandiera)    | A     | Rade Prica             |
| 33 | Norvegia (bandiera)  | P     | Even Barli             |
| 34 | Norvegia (bandiera)  | D     | Emil Røkke             |

## Calciomercato

### Sessione invernale(dal 01/01 al 31/03)
| Acquisti | Acquisti             | Acquisti    | Acquisti      |
| R.       | Nome                 | da          | Modalità      |
| -------- | -------------------- | ----------- | ------------- |
| D        | Jon Inge Høiland     | svincolato  |               |
| D        | Jim Larsen           | Silkeborg   | definitivo    |
| D        | Tom Erik Nordberg    | Ranheim     | fine prestito |
| C        | Daniel Fredheim Holm | Aalborg     | definitivo    |
| A        | Boti Demel           | Mika Erevan | definitivo    |
| A        | Kjell Rune Sellin    | Kongsvinger | fine prestito |

| Cessioni | Cessioni          | Cessioni   | Cessioni      |
| R.       | Nome              | a          | Modalità      |
| -------- | ----------------- | ---------- | ------------- |
| D        | Vadim Demidov     |            | svincolato    |
| D        | Tom Erik Nordberg | Haugesund  | prestito      |
| D        | Osei Oviasu       | Ranheim    | prestito      |
| C        | Anthony Annan     | Schalke 04 | definitivo    |
| C        | Bakary Saré       | Anderlecht | fine prestito |
| A        | Steffen Iversen   |            | svincolato    |
| A        | Michael Karlsen   | Hødd       | definitivo    |
| A        | Kjell Rune Sellin | Aalesund   | definitivo    |

### Sessione estiva(dal 01/08 al 31/08)
| Acquisti | Acquisti            | Acquisti       | Acquisti      |
| R.       | Nome                | da             | Modalità      |
| -------- | ------------------- | -------------- | ------------- |
| D        | Tom Erik Nordberg   | Haugesund      | fine prestito |
| D        | Per Verner Rønning  | Bodø/Glimt     | definitivo    |
| C        | John Chibuike       | Häcken         | definitivo    |
| C        | Bořek Dočkal        | Slovan Liberec | definitivo    |
| C        | Mohammed-Awal Issah | Stella Rossa   | definitivo    |

| Cessioni | Cessioni             | Cessioni      | Cessioni      |
| R.       | Nome                 | a             | Modalità      |
| -------- | -------------------- | ------------- | ------------- |
| D        | Mattias Bjärsmyr     | Panathīnaïkos | fine prestito |
| D        | Tom Erik Nordberg    | Bodø/Glimt    | definitivo    |
| C        | Gjermund Åsen        | Ranheim       | prestito      |
| C        | Per Ciljan Skjelbred | Amburgo       | definitivo    |
| A        | Trond Olsen          | Viking        | definitivo    |

## Risultati

### Tippeligaen

#### Girone di andata
| Arbitro: | Moen (Haugesund) |

|                     |           |             |
| Ojo 11’ Holmvik 42’ | Marcatori | 68’ Bakenga |

| Arbitro: | Staberg |

|            |           |                     |
| Bakenga 6’ | Marcatori | 26’ Hammer 75’ Ondo |

| Arbitro: | Helgerud (Lier) |

|                                 |           |                                                     |
| Prica 27’, 62’ (rig.), 70’, 89’ | Marcatori | 16’ Knudtzon 46’ (aut.) Olsen 50’ Igiebor 90’ Kippe |

| Arbitro: | Skjerven (Kaupanger) |

|                            |           |  |
| Elyounoussi 21’ Jabbie 62’ | Marcatori |  |

| Arbitro: | Moen (Haugesund) |

|                       |           |  |
| Jamtfall 2’ Prica 30’ | Marcatori |  |

| Arbitro: | Berntsen (Vang) |

|  |           |                      |
|  | Marcatori | 40’ Larsen 90’ Prica |

| Arbitro: | Hagen (Grue) |

|  |           |           |
|  | Marcatori | 53’ Sørum |

| Arbitro: | Moen (Haugesund) |

|                 |           |            |
| Årst 90’ (rig.) | Marcatori | 65’ Lustig |

| Arbitro: | Johnsen |

|                         |           |         |
| Dočkal 74’ Chibuike 82’ | Marcatori | 16’ Flo |

| Arbitro: | Skjerven (Kaupanger) |

|                                          |           |                                  |
| Brenne 18’ Johnsen 31’ Larsen 86’ (aut.) | Marcatori | 33’ Prica 73’ Bakenga 87’ Dorsin |

| Arbitro: | Hagen (Grue) |

|                      |           |  |
| Larsen 48’ Olsen 88’ | Marcatori |  |

| Arbitro: | Sælen (Bergen) |

|               |           |                                     |
| Barrantes 77’ | Marcatori | 31’ (rig.) Prica 45’, 66’ Moldskred |

| Arbitro: | Berntsen (Vang) |

|                                                  |           |          |
| Fredheim Holm 5’ Björck 89’ (aut.) Skjelbred 90’ | Marcatori | 32’ Kara |

| Stavanger 26 giugno 2011, ore 20:00 14ª giornata | Viking  | 0 – 0 referto | Rosenborg | Viking Stadion (11.284 spett.)\| Arbitro: \| Staberg \| |
| Arbitro:                                         | Staberg |               |           |                                                         |

| Arbitro: | Johnsen |

|                                           |           |  |
| Svensson 12’, 52’ Wangberg 24’ Lustig 63’ | Marcatori |  |

#### Girone di ritorno
| Arbitro: | Helgerud (Lier) |

|                      |           |           |
| Farnerud 7’ Aase 80’ | Marcatori | 73’ Olsen |

| Arbitro: | Sælen (Bergen) |

|                               |           |  |
| Lustig 15’ (rig.) Bakenga 19’ | Marcatori |  |

| Arbitro: | Sælen (Bergen) |

|                      |           |             |
| Halvorsen 85’ (rig.) | Marcatori | 64’ Bakenga |

| Arbitro: | Edvartsen (Hamar) |

|                             |           |            |
| Wangberg 32’ Prica 66’, 74’ | Marcatori | 28’ Hoseth |

| Arbitro: | Johansen |

|                       |           |                        |
| Sørum 64’ Bamberg 68’ | Marcatori | 4’ Moldskred 20’ Prica |

| Arbitro: | Sælen (Bergen) |

|                                                                                     |           |  |
| Bakenga 4’ Prica 14’, 26’ Henriksen 32’ Midtsjø 78’ Samuelsen 83’ (aut.) Lustig 86’ | Marcatori |  |

| Arbitro: | Sandmoen (Kjelsås) |

|  |           |                                                                               |
|  | Marcatori | 6’ Larsen 37’ (rig.) Prica 42’ (rig.) Chibuike 73’, 86’ Bakenga 80’ Henriksen |

| Arbitro: | Moen (Haugesund) |

|                                      |           |          |
| Chibuike 13’, 35’, 77’ Henriksen 73’ | Marcatori | 72’ Årst |

| Arbitro: | Skjerven (Kaupanger) |

|          |           |  |
| Muri 35’ | Marcatori |  |

| Arbitro: | Moen (Haugesund) |

|                                     |           |                                                    |
| Gíslason 36’ (rig.) Gulbrandsen 83’ | Marcatori | 58’, 90’ Moldskred 63’ Larsen 79’ Dočkal 86’ Prica |

| Arbitro: | Sandmoen (Kjelsås) |

|                             |           |                             |
| Larsen 4’ Jääger 85’ (aut.) | Marcatori | 22’ Arnefjord 43’ Barrantes |

| Arbitro: | Berntsen (Vang) |

|                                        |           |            |
| Storflor 4’ Lago 45’ (aut.) Kamara 78’ | Marcatori | 67’ Larsen |

| Arbitro: | Hagen (Grue) |

|                                  |           |                                                             |
| Lustig 21’ Bakenga 86’ Prica 90’ | Marcatori | 9’, 58’ Sævarsson 15’ (rig.), 18’ Austin 48’ Ojo 62’ Mjelde |

| Arbitro: | Sandmoen (Kjelsås) |

|                                  |           |             |
| Rushfeldt 8’, 65’ Abdellaoue 79’ | Marcatori | 69’ Bakenga |

| Arbitro: | Johnsen |

|                               |           |                     |
| Bakenga 35’, 69’ Chibuike 58’ | Marcatori | 2’ Nisja 66’ Tveita |

### Coppa di Norvegia
| Arbitro: | Skarsem (Trondheim) |

|  |           |                                                                      |
|  | Marcatori | 12’, 14’ Jamtfall 52’ Winsnes 67’, 78’ Olsen 70’ Prica 90’ Skjelbred |

| Arbitro: | Lundby |

|  |           |                                                         |
|  | Marcatori | 11’ Winsnes 46’ Prica 59’ Lustig 87’ Svensson 90’ Olsen |

| Arbitro: | Borgersen (Oslo) |

|                                |           |                                                      |
| Dahle 4’ Nynes 63’ Nossum 120’ | Marcatori | 55’, 90’, 94’, 113’ Bakenga 95’ Skjelbred 98’ Dorsin |

| Arbitro: | Helgerud (Lier) |

|                            |                      |                       |
| Dorsin 6’ Lustig 110’      | Marcatori            | 74’, 102’ Sigurðarson |
| Prica Lustig Olsen Winsnes | Tiri di rigore 4 – 1 | Igiebor Pedersen Ujah |

| Arbitro: | Skjerven (Kaupanger) |

|                                                |           |            |
| Wangberg 26’ (aut.) Barrantes 56’ Phillips 75’ | Marcatori | 10’ Dorsin |

### Champions League
| Arbitro: | Yordanov |

|                                                            |           |  |
| Skjelbred 43’ Dorsin 48’ Henriksen 72’ Prica 76’ Olsen 86’ | Marcatori |  |

| Arbitro: | Virant |

|                                  |           |  |
| Macallister 28’ Steindórsson 82’ | Marcatori |  |

| Arbitro: | Jug |

|  |           |           |
|  | Marcatori | 33’ Pilař |

| Arbitro: | Strahonja |

|                                  |           |                      |
| Bakoš 56’ Kolář 60’ Petržela 78’ | Marcatori | 44’ Lustig 77’ Prica |

### Europa League
| Trondheim 18 agosto 2011, ore 20:45 Spareggi - Andata | Rosenborg | 0 – 0 referto | AEK Larnaca | Lerkendal Stadion\| Arbitro: \| Balaj \| |
| Arbitro:                                              | Balaj     |               |             |                                          |

| Arbitro: | Norris |

|                                |           |               |
| v. Dijk 21’ (rig.), 53’ (rig.) | Marcatori | 67’ Henriksen |

## Statistiche

### Statistiche di squadra
| Competizione      | Punti | In casa | In casa | In casa | In casa | In casa | In casa | In trasferta | In trasferta | In trasferta | In trasferta | In trasferta | In trasferta | Totale | Totale | Totale | Totale | Totale | Totale | DR  |
| Competizione      | Punti | G       | V       | N       | P       | Gf      | Gs      | G            | V            | N            | P            | Gf           | Gs           | G      | V      | N      | P      | Gf     | Gs     | DR  |
| ----------------- | ----- | ------- | ------- | ------- | ------- | ------- | ------- | ------------ | ------------ | ------------ | ------------ | ------------ | ------------ | ------ | ------ | ------ | ------ | ------ | ------ | --- |
| Tippeligaen       | 49    | 15      | 10      | 2       | 3       | 32      | 17      | 15           | 8            | 2            | 5            | 27           | 23           | 30     | 17     | 7      | 6      | 69     | 44     | +25 |
| Coppa di Norvegia | -     | 1       | 0       | 1       | 0       | 2       | 2       | 4            | 3            | 0            | 1            | 19           | 6            | 5      | 3      | 1      | 1      | 21     | 8      | +13 |
| Champions League  | -     | 2       | 1       | 0       | 1       | 5       | 1       | 2            | 0            | 0            | 2            | 5            | 2            | 4      | 1      | 0      | 3      | 7      | 6      | +1  |
| Europa League     | -     | 1       | 0       | 1       | 0       | 0       | 0       | 1            | 0            | 0            | 1            | 1            | 2            | 2      | 0      | 1      | 1      | 1      | 2      | -1  |
| Totale            | -     | 19      | 11      | 4       | 4       | 39      | 20      | 22           | 11           | 2            | 9            | 52           | 33           | 41     | 21     | 9      | 11     | 98     | 60     | +38 |

### Statistiche dei giocatori
| Giocatore        | Tippeligaen | Tippeligaen | Tippeligaen | Tippeligaen | Coppa di Norvegia | Coppa di Norvegia | Coppa di Norvegia | Coppa di Norvegia | Champions League+Europa League | Champions League+Europa League | Champions League+Europa League | Champions League+Europa League | Totale   | Totale | Totale      | Totale     |
| Giocatore        | Presenze    | Reti        | Ammonizioni | Espulsioni  | Presenze          | Reti              | Ammonizioni       | Espulsioni        | Presenze                       | Reti                           | Ammonizioni                    | Espulsioni                     | Presenze | Reti   | Ammonizioni | Espulsioni |
| ---------------- | ----------- | ----------- | ----------- | ----------- | ----------------- | ----------------- | ----------------- | ----------------- | ------------------------------ | ------------------------------ | ------------------------------ | ------------------------------ | -------- | ------ | ----------- | ---------- |
| G. Åsen          | 9           | 0           | 0           | 0           | 2                 | 0                 | 0                 | 0                 | 0                              | 0                              | 0                              | 0                              | 11       | 0      | 0           | 0          |
| M. Bakenga       | 26          | 12          | 2           | 0           | 3                 | 4                 | 0                 | 0                 | 4+2                            | 0                              | 0                              | 0                              | 35       | 16     | 2           | 0          |
| E. Barli         | 0           | 0           | 0           | 0           | 0                 | 0                 | 0                 | 0                 | 0                              | 0                              | 0                              | 0                              | 0        | 0      | 0           | 0          |
| M. Bjärsmyr      | 2           | 0           | 1           | 0           | 1                 | 0                 | 0                 | 0                 | 0                              | 0                              | 0                              | 0                              | 3        | 0      | 1           | 0          |
| E. Bråthen       | 3           | 0           | 0           | 0           | 2                 | 0                 | 0                 | 0                 | 0                              | 0                              | 0                              | 0                              | 5        | 0      | 0           | 0          |
| J. Chibuike      | 11          | 6           | 0           | 0           | 0                 | 0                 | 0                 | 0                 | 0                              | 0                              | 0                              | 0                              | 11       | 6      | 0           | 0          |
| B. Dočkal        | 13          | 2           | 3           | 0           | 1                 | 0                 | 1                 | 0                 | 0+2                            | 0                              | 0+1                            | 0                              | 16       | 2      | 5           | 0          |
| M. Dorsin        | 29          | 1           | 4           | 0           | 5                 | 3                 | 0                 | 0                 | 4+2                            | 1+0                            | 1+0                            | 0                              | 40       | 5      | 5           | 0          |
| D. Fredheim Holm | 17          | 1           | 0           | 1           | 2                 | 0                 | 0                 | 0                 | 1+1                            | 0                              | 0                              | 0                              | 21       | 1      | 0           | 1          |
| B. Goa           | 2           | 0           | 0           | 0           | 2                 | 0                 | 0                 | 0                 | 0                              | 0                              | 0                              | 0                              | 4        | 0      | 0           | 0          |
| M. Henriksen     | 29          | 3           | 4           | 0           | 3                 | 0                 | 2                 | 0                 | 4+2                            | 1+1                            | 1+0                            | 0                              | 38       | 5      | 7           | 0          |
| J. Høiland       | 10          | 0           | 0           | 0           | 0                 | 0                 | 0                 | 0                 | 0                              | 0                              | 0                              | 0                              | 10       | 0      | 0           | 0          |
| M. Issah         | 12          | 0           | 1           | 0           | 1                 | 0                 | 0                 | 1                 | 0+2                            | 0                              | 0+1                            | 0                              | 15       | 0      | 2           | 1          |
| M. Jamtfall      | 4           | 1           | 1           | 0           | 2                 | 2                 | 0                 | 0                 | 0                              | 0                              | 0                              | 0                              | 6        | 3      | 1           | 0          |
| A. Lago          | 21          | 0           | 1           | 0           | 4                 | 0                 | 0                 | 0                 | 1+2                            | 0                              | 0                              | 0                              | 28       | 0      | 1           | 0          |
| J. Larsen        | 29          | 6           | 5           | 0           | 5                 | 0                 | 1                 | 0                 | 4+0                            | 0                              | 2+0                            | 0                              | 38       | 6      | 8           | 0          |
| M. Lustig        | 30          | 5           | 2           | 0           | 5                 | 2                 | 0                 | 0                 | 4+2                            | 1+0                            | 0                              | 0                              | 41       | 8      | 2           | 0          |
| F. Midtsjø       | 6           | 1           | 0           | 0           | 1                 | 0                 | 0                 | 0                 | 2+0                            | 0                              | 0                              | 0                              | 9        | 1      | 0           | 0          |
| M. Moldskred     | 17          | 5           | 3           | 0           | 3                 | 0                 | 0                 | 0                 | 4+1                            | 0                              | 1+0                            | 0                              | 25       | 5      | 4           | 0          |
| T. Nordberg      | 0           | 0           | 0           | 0           | 0                 | 0                 | 0                 | 0                 | 0                              | 0                              | 0                              | 0                              | 0        | 0      | 0           | 0          |
| T. Olsen         | 12          | 2           | 1           | 0           | 4                 | 3                 | 0                 | 0                 | 0                              | 0                              | 0                              | 0                              | 16       | 5      | 1           | 0          |
| D. Örlund        | 28          | 0           | 0           | 0           | 3                 | 0                 | 0                 | 0                 | 4+2                            | 0                              | 0                              | 0                              | 37       | 0      | 0           | 0          |
| R. Prica         | 27          | 16          | 3           | 0           | 5                 | 2                 | 1                 | 0                 | 4+2                            | 2+0                            | 0+1                            | 0                              | 38       | 20     | 5           | 0          |
| E. Røkke         | 0           | 0           | 0           | 0           | 0                 | 0                 | 0                 | 0                 | 0                              | 0                              | 0                              | 0                              | 0        | 0      | 0           | 0          |
| P. Rønning       | 5           | 0           | 0           | 0           | 0                 | 0                 | 0                 | 0                 | 0+2                            | 0                              | 0                              | 0                              | 7        | 0      | 0           | 0          |
| O. Selnæs        | 0           | 0           | 0           | 0           | 0                 | 0                 | 0                 | 0                 | 0                              | 0                              | 0                              | 0                              | 0        | 0      | 0           | 0          |
| P. Skjelbred     | 15          | 1           | 0           | 0           | 3                 | 2                 | 0                 | 0                 | 0                              | 0                              | 0                              | 0                              | 18       | 3      | 0           | 0          |
| J. Svensson      | 25          | 2           | 0           | 0           | 4                 | 1                 | 1                 | 0                 | 4+2                            | 0                              | 0+1                            | 0                              | 35       | 3      | 2           | 0          |
| S. Wangberg      | 8           | 2           | 0           | 0           | 2                 | 0                 | 0                 | 0                 | 4+1                            | 0                              | 0                              | 0                              | 15       | 2      | 0           | 0          |
| F. Winsnes       | 17          | 0           | 2           | 0           | 5                 | 2                 | 0                 | 0                 | 4+1                            | 0                              | 0                              | 0                              | 27       | 2      | 2           | 0          |